# Vilém II. z Lamberka
Vilém II. z Lambergu, počeštěně z Lamberka (německy Wilhelm II. von Lamberg, * asi 1356  – mezi roky 1397/1414 ) byl rakouský šlechtic z rodu Lambergů původem z Korutan, který měl majetky v Horním Rakousku a Štýrsku.

## Život

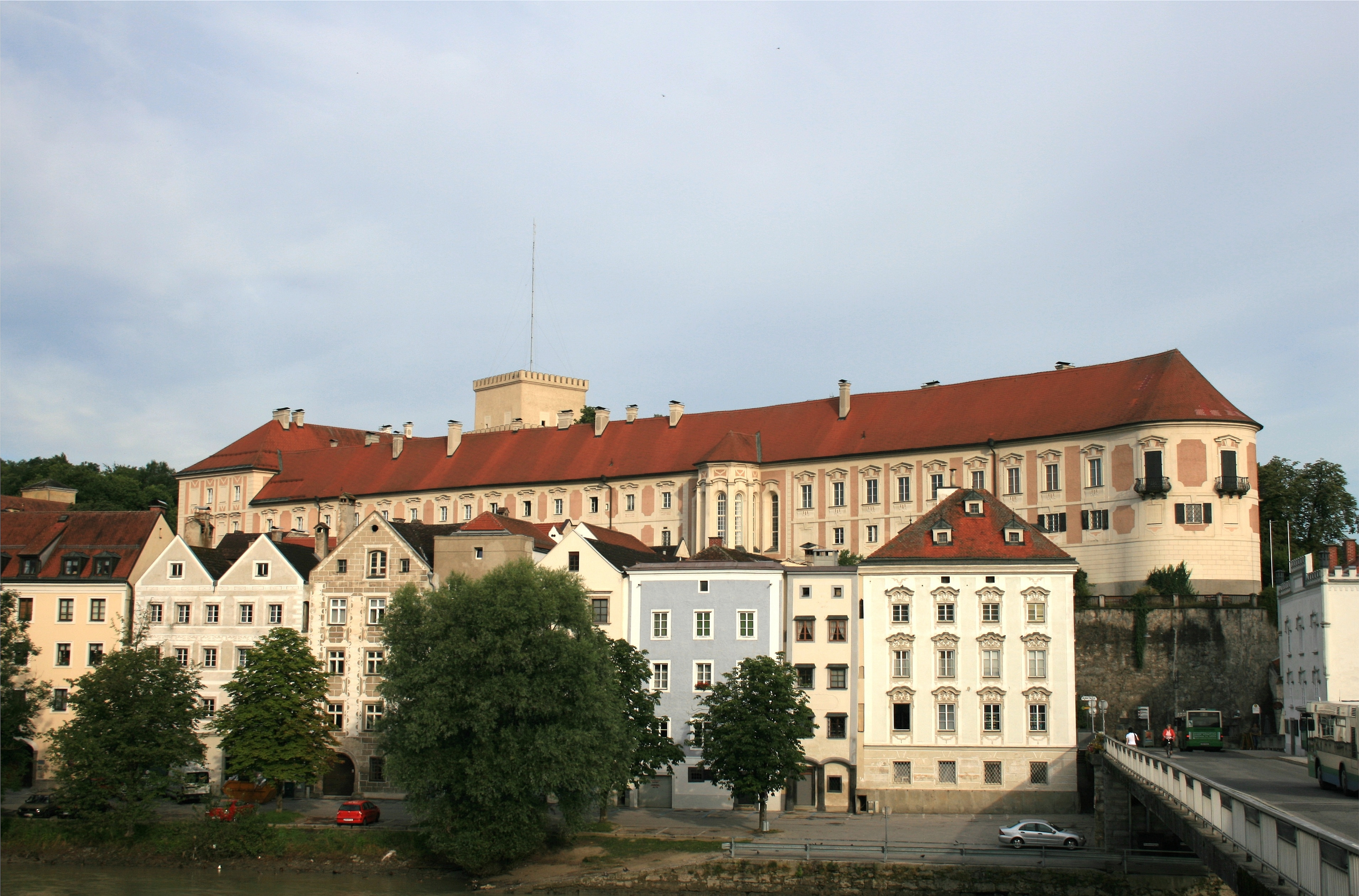
Zámek Lamberg ve Steyru

Narodil se jako syn Viléma I. z Lamberka († 1336) a jeho manželky Jutty. Mezi jeho předky byli Berengar z Lamberka († 1322) a Volrath II. Lamberka († 1214).
Jeho synové Baltazar, Jiří a Jakub v průběhu 15. století rozdělili dědictví do tří linií. V roce 1544 byl rod povýšen do panského stavu, v roce 1667 do říšského hraběcího stavu a v roce 1702 jako lankrabata z Leuchtenbergu na říšská knížata. Říšská hraběcí linie rodu v Bavorsku pokračovala až do roku 1797 a v roce 1862 zanikla. 

### Manželství a potomstvo
Vilém II. z Lamberka si oženil s Dimut z Pöttweinu (Potwein/Powein), dcerou Mikuláše z Pöttweinu. Manželé měli pět dětí:  
- Jakub z Lamberka-Rottenbühlu († asi 1433), pán z Lambergu-Rottenbühlu, ženatý s Magdalenou z Greisenecku/Greifenecku
- Dietmund/Dimut z Lamberka († 1425), maršál
- Baltazar z Lamberka († před 1426), pán z Lambergu-Orteneggu, ženatý od roku 1396 s Markétou z Apfalternu († 1436)
- Kateřina z Lamberka, provdaná za Nikolause Steinera
- Jiří I. z Lamberka († asi 1438), ženatý s Kateřinou, byli rodiči Zikmunda z Lamberka († 1488), prvního biskupa lublaňského v letech 1463–1488.

Vilém II. z Lamberka tak byl dědečkem Zikmunda z Lamberka († 1488), prvního biskupa lublaňského (1463–1488) a pradědečkem Kryštofa z Lamberka († 1579), biskupa sekavského (1541–1546) a Karla z Lamberka († 1612), pražského arcibiskupa v letech 1607–1612.

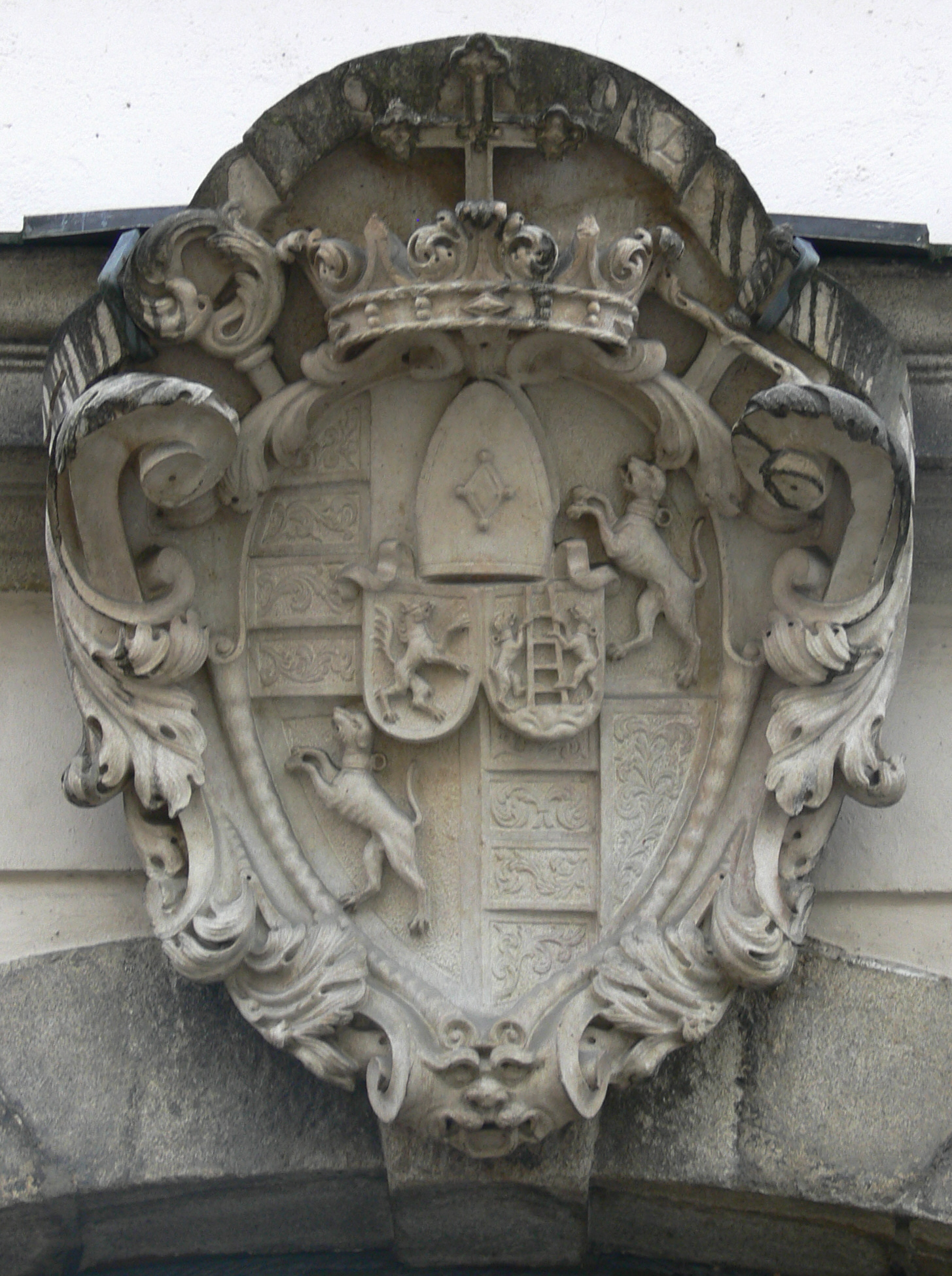
Rodový erb Lambergů na budově soudního nápravného zařízení v Pasově